# Green (canción)
«Green» (en español Verde) es una canción de la cantante estadounidense Raven-Symoné, incluida en su cuarto álbum de estudio, Raven-Symoné.

## Información
La canción fue escrita por Kwamé Holland y Chasity Nwagbara, y producida por el primero para Kwamétheboygenius Music.
Hollywood Records abrió una MySpace oficial de Raven-Symoné, donde había algunas canciones del álbum. Se dijo que fue una manera de promover el álbum y tuvo una nueva canción cada semana previa al lanzamiento de éste, siendo "Green" la primera canción subida a la red.

## Posicionamiento
Aunque la canción no fue lanzada como sencillo o canción promocional, logró entrar al Top 200 de Brasil.
| Listas (2007)  | Posición |
| -------------- | -------- |
| Brasil Top 200 | 90       |

## Créditos
- Escritores: Kwamé Holland, Chasity Nwagbara.[1]
- Productor: Kwamé Holland.[1]
- Mezclas: Glen Marchese.[1]
- Publicado por Kwamétheboygenius Music.[1]